# 奥特兄弟
奥特兄弟（日語： 假名：ウルトラきょうだい），即日本圆谷制作公司制作的特摄电视剧作品，以《奥特曼》等「奥特系列」为首的，历代的英雄集结成的一个团队。这包含了佐菲、初代·奥特曼、奥特赛文、杰克·奥特曼、艾斯·奥特曼、泰罗·奥特曼、雷欧·奥特曼、阿斯特拉、爱迪奥特曼及梦比优斯·奥特曼和希卡利·奥特曼。另外第57届红白歌会中邀请奥特曼为白队歌手助威时介绍“奥特兄弟”时也只有这7位出场。
这一概念的初衷，是从1971年制作的《归来的奥特曼》中诞生的，此后则由1972年的《艾斯·奥特曼》，和于其后的作品中继续发扬光大。

## 关联项目
- 梦比优斯奥特曼&奥特兄弟
- 大决战！超奥特8兄弟
- 宇宙英雄 超银河传说 THE MOVIE
- 赛罗·奥特曼 THE MOVIE 超决战！贝利亚银河帝国
- 奥特曼传奇
- 奥特曼列传
- 奥特曼列表
- M-78星云
- 圆谷英二